# Microcosmus senegalensis
Microcosmus senegalensis is een zakpijpensoort uit de familie van de Pyuridae. De wetenschappelijke naam van de soort is voor het eerst geldig gepubliceerd in 1915 door Michaelsen.